# ForumAlternativo
Il ForumAlternativo (FA) è un movimento politico di sinistra attivo nel Canton Ticino, in Svizzera.
Il FA nasce nel settembre 2013 con lo scopo di rilanciare la sinistra ticinese. Tra i suoi promotori iniziali figurano l’oncologo Franco Cavalli, già capogruppo del Partito Socialista in Consiglio Nazionale, l’allora segretario regionale di Unia Ticino Enrico Borelli e il promotore di Belticino Giancarlo Nava. Dopo alcuni anni di attività come associazione di incontro e di dialogo tra le varie anime della sinistra ticinese, e dopo alcuni importanti avvicendamenti al suo interno, il FA si costituisce formalmente come movimento politico il 26 settembre 2018.
Il FA è concepito come un movimento a vocazione unitaria, aperto e plurale, come testimoniato anche dalla sua agenda politica e dalla sua organizzazione. Intrattiene inoltre degli stretti rapporti con gli ambienti sindacali e con il mondo dell’autogestione.
Il FA pubblica una rivista di informazione e approfondimento bimestrale nota semplicemente come il Quaderno. La pubblicazione ospita regolarmente dei contributi di specialisti, rappresentanti della società civile, associazioni e personalità politiche, e vanta diversi corrispondenti dall’estero. Il FA gestisce inoltre l’omonimo portale d’informazione online aggiornato quotidianamente.
A livello nazionale, il FA intrattiene dei buoni rapporti con solidaritéS, Alternative Liste e il Partito Svizzero del Lavoro. Il FA è inoltre membro del think tank Denknetz (Pensieri in rete). A livello internazionale, il FA fa parte dell'Internazionale Progressista.

## Storia

### Fondazione e primi anni
Il FA viene fondato il 10 settembre 2013 su iniziativa dell’oncologo Franco Cavalli, del sindacalista Enrico Borelli e della figura storica della sinistra ticinese Giancarlo Nava. In un contesto di crisi della socialdemocrazia e di successi elettorali della destra populista, in Ticino come in Europa, lo scopo iniziale del FA è di ridare slancio alla sinistra ticinese favorendo un dialogo tra le sue varie anime. Tra il 2015 e il 2016, il FA promuove così una serie di incontri di discussione tematici ai quali prendono parte esponenti di Unia, dell’Unione sindacale svizzera (USS), del sindacato dei servizi pubblici e sociosanitari VPOD, del Sindacato indipendente studenti e apprendisti (SISA), dei Verdi del Ticino, del Partito Comunista (PC), della Gioventù Comunista (GC), del Partito operaio e popolare (POP), del Collettivo Scintilla, del Partito Socialista (PS), della Gioventù Socialista (GISO), del Movimento per il Socialismo (MPS), così come del CSOA il Molino, dell’Associazione Svizzera-Cuba, dell’Associazione Svizzera-Palestina, della Comunità curda in Ticino e dell’Associazione per l’aiuto medico al Centro America (AMCA).

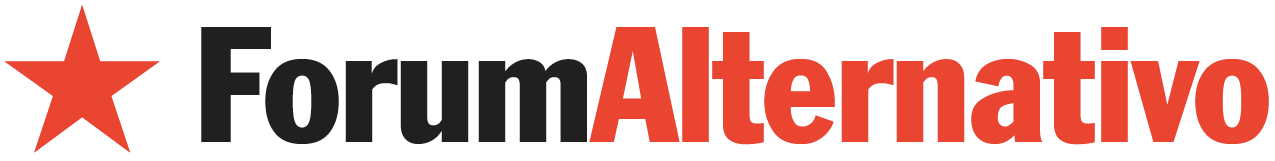
Il primo logo del FA, 2014-2019.

 Oltre a promuovere questi momenti di incontro, nei suoi primi anni di esistenza il FA è attivo in vari ambiti sul fronte extraparlamentare. Tra le sue iniziative legate ai problemi del mondo del lavoro, si contano ad esempio la simbolica occupazione dell’agenzia interinale Adecco nel marzo 2016, la serata pubblica d’incontro e di dibattito con l’allora segretario generale della FIOM Maurizio Landini  e la creazione di una helpline di denuncia contro i soprusi sul mercato del lavoro. Per quel che concerne la problematica dell’aumento dei costi della salute, molto sentita in Ticino, il FA è stato promotore dell’iniziativa popolare per la copertura delle spese dentarie, realizzata con successo in collaborazione con altre forze politiche e sindacali.
In questo primo periodo di attività il FA si concentra anche sulla solidarietà internazionale, come testimoniato in particolare dalla fondazione, nel dicembre 2015, del Comitato Ticinese per la Ricostruzione di Kobanê, in collaborazione con la Comunità curda in Ticino e la locale comunità siriaca. Il Comitato realizzerà poi dei progetti come la costruzione di una scuola a Kobanê, inaugurata nell’aprile 2019.

### L’avvicinamento alla politica istituzionale
Il 2018 rappresenta una svolta nell’azione politica del FA. Il 26 settembre 2018, riunita alla Casa del Popolo di Bellinzona, l’assemblea dell’organizzazione ratifica la costituzione a movimento politico, aprendo così la strada alla partecipazione alle elezioni, a condizione di poter creare delle alleanze in grado di incidere sulla vita politica della regione e del paese.

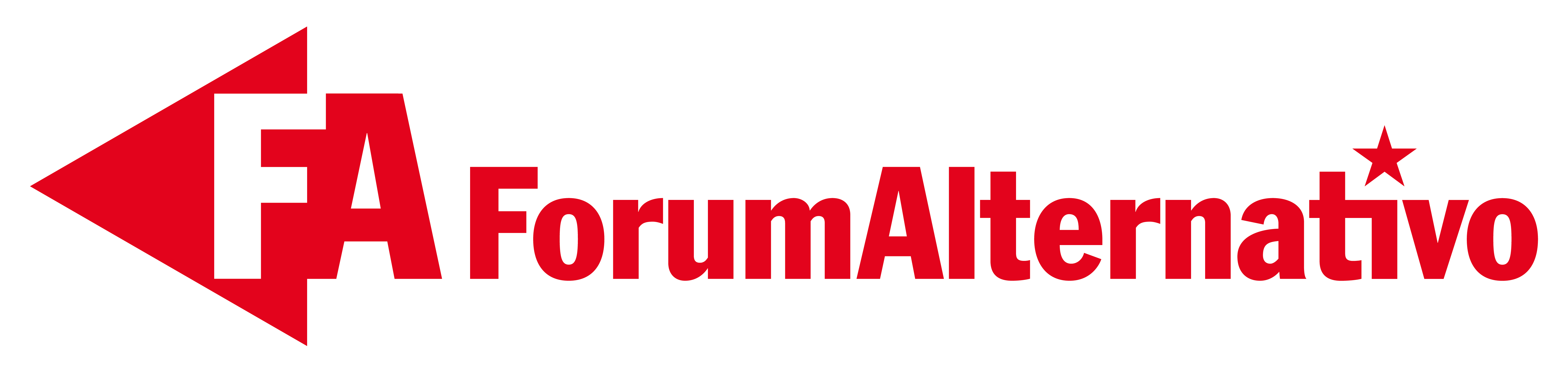
L’attuale logo del FA, 2019-.

 Tra il 2018 e il 2019, il FA si contraddistingue per il suo sostegno al referendum lanciato da  contro la cosiddetta “riforma fiscale-sociale” ticinese e per la sua partecipazione al coordinamento referendario nazionale contro il progetto di “Riforma fiscale e finanziamento dell’AVS” (RFFA) promosso dai partiti del governo federale. A conferma della sua vocazione movimentista, il FA organizza inoltre una sentita manifestazione contro gli aumenti dei premi di cassa malati e apporta il suo sostegno al gruppo “Salva Monte Brè” nella sua resistenza al faraonico progetto di maxi-resort nei monti sopra Locarno.
In questo stesso periodo, il FA collabora con i Verdi del Ticino e il Partito Comunista alla costruzione di una nuova coalizione che possa portare una significativa opposizione ecologista e di sinistra nelle istituzioni. L’avvicinamento tra le tre organizzazioni, favorito dalle numerose convergenze politiche, porta alla creazione della lista unitaria “Verdi e Sinistra alternativa” per le Elezioni federali del 20 ottobre 2019. L'alleanza ottiene un risultato storico, portando Greta Gysin (Verdi) in Consiglio nazionale, piazzandosi praticamente alla pari con il Partito Socialista (rispettivamente 13,9% e 14,1% delle intenzioni di voto) e contribuendo all'erosione di consensi nella Lega dei Ticinesi, scesa al 17%. I commentatori politici lo definiscono come un "terremoto" nel panorama politico ticinese. Malgrado gli ottimi risultati ottenuti, l'alleanza "Verdi e Sinistra alternativa" ha vita breve e si sfalda durante il periodo della pandemia di Covid-19: alle elezioni cantonali successive, nel 2023, l'alleanza non viene già più riproposta.
Alla sua prima partecipazione alle Elezioni comunali, nell'aprile 2021, il FA riesce a far eleggere 8 rappresentanti nei Consigli comunali di Lugano, Locarno, Minusio, Losone, Ascona e Onsernone, ai quali si aggiunge nel maggio 2022 una nona rappresentante nel Consiglio comunale di Bellinzona.
Alla sua prima partecipazione alle Elezioni cantonali, nell'aprile 2023, il FA riesce ad accedere al Gran Consiglio con l'elezione di Beppe Savary-Borioli, presentatosi sulla lista del Partito Socialista con gli altri candidati del movimento.

## Organizzazione
In controtendenza rispetto ai partiti politici tradizionali, nei suoi statuti il FA si definisce come un “movimento pluralista”: come altri grassroots movements, il FA permette infatti il doppio tesseramento e l’adesione ad altri movimenti politici. Con lo scopo di favorire uno scambio di idee il più ampio possibile e che venga dal basso, il FA incoraggia inoltre la partecipazione alle sue assemblee generali anche di coloro che non sono formalmente iscritti al movimento.

## IlQuaderno

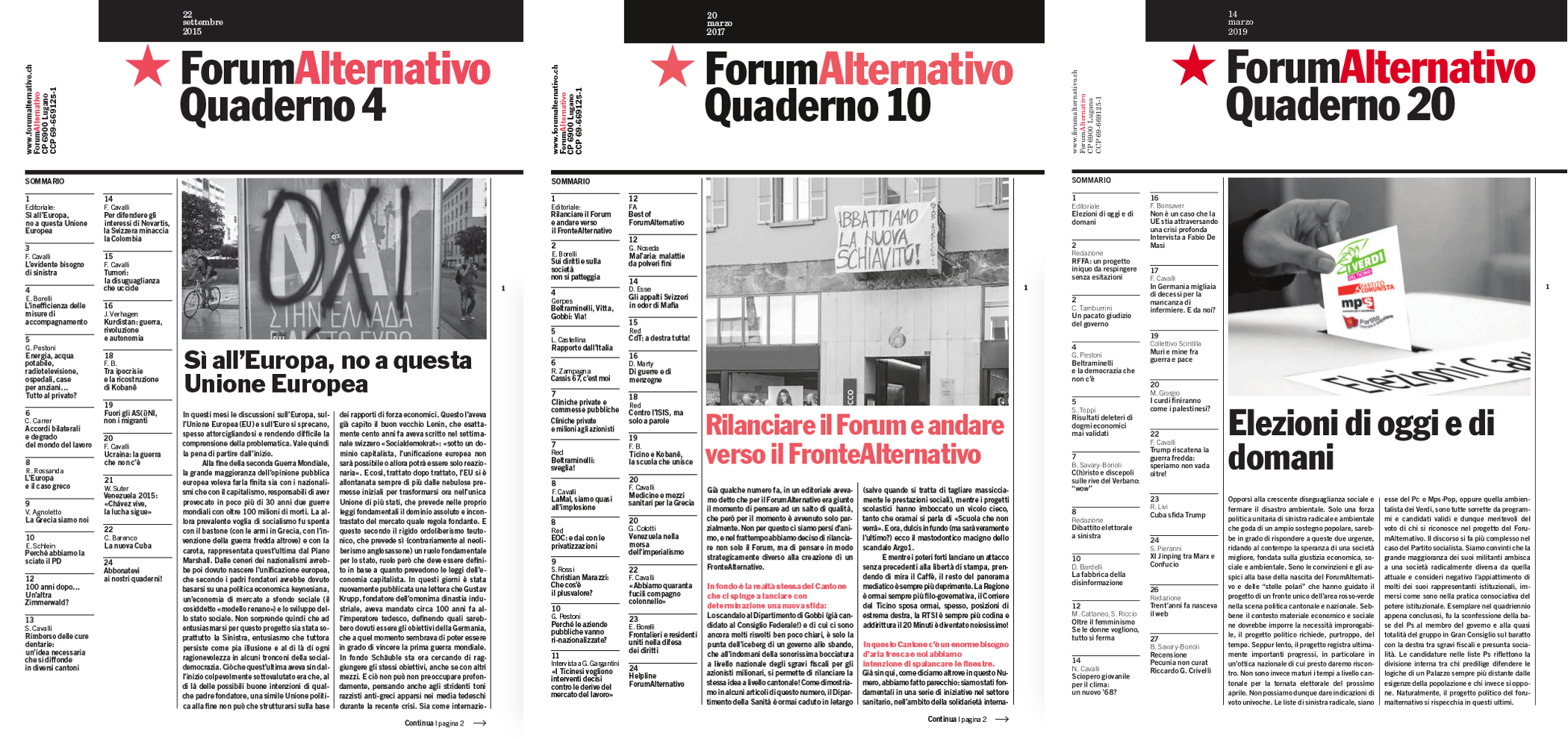
Alcuni numeri del Quaderno.

Dal 2014, il FA pubblica la rivista di informazione e approfondimento nota come il Quaderno. In sintonia con la natura del movimento, la pubblicazione ospita contenuti che abbracciano un ampio spettro di opinioni, vengano esse da specialisti, personalità politiche, associazioni o rappresentanti della società civile. Sulle sue colonne si sono espresse diverse personalità, tra cui il politico Dick Marty (già rappresentante della Commissione dei diritti dell’uomo del Consiglio d'Europa), gli economisti  Christian Marazzi (SUPSI) e Sergio Rossi (Università di Friburgo), il politologo Fabrizio Tonello (Università di Padova), i già europarlamentari Vittorio Agnoletto ed Elly Schlein, e personaggi storici della sinistra italiana come Rossana Rossanda e Luciana Castellina. Il Quaderno ha ospitato inoltre delle interviste esclusive a figure del calibro del regista Ken Loach, del vicecapogruppo della Linke al Bundestag Fabio De Masi e dell'europarlamentare Marc Botenga (PTB).
Il Quaderno vanta inoltre dei corrispondenti in Medio Oriente, in Russia, in Cina, a Cuba e negli Stati Uniti.